# ديفيد بيرنز (كرة سلة)
ديفيد بيرنز (بالإنجليزية: David Burns)‏ مواليد 3 يوليو 1958 في دالاس، هو لاعب كرة سلة أمريكي سابق. تم اختياره من قبل فريق بروكلين نتس خلال الدرافت. يبلغ طوله 6 قدم 2 بوصة (1.9 م). لعب مع بروكلين نتس ودنفر ناغتس.

## روابط خارجية
- ديفيد بيرنز على موقع إن بي أي (الإنجليزية)
- ديفيد بيرنز على موقع سبورتس رفرنس (الإنجليزية)
- ديفيد بيرنز على موقع كلية كرة السلة في سبورتس رفرنس.كوم (الإنجليزية)
- ديفيد بيرنز على موقع ريلجم (الإنجليزية)
- ديفيد بيرنز على موقع بروبوليرز (الإنجليزية)